# 网络工程师
网络工程师是设计和实施计算机网络的信息技术专业人员。网络工程师的职责和网络管理员不同，尽管可能有重叠。
一般而言，网络工程师不进行日常的的系统管理工作，而是专注于网络设备和基础设施，例如路由器、网络交换机、线缆、介质和网络设备连接用的的协议。
网络工程师的职责还包括，网络的规划，组建，设计，网络设备的安装调试，以及后期的网络故障排除，及网络的维护。
从大类来说网络工程师分为新建、割接、维护，我们常见的网络管理员处于的是维护的岗位，系统集成工程师和厂家工程师处于的是割接和新建岗位，对于网络工程师来说